# Elena Kittnarová
Elena Kittnarová (ur. 2 czerwca 1931 w Trnawie, zm. 12 lutego 2012 w Bratysławie) – słowacka śpiewaczka operowa.

## Życiorys
Elena urodziła się w Trnawie i tam zaczęła śpiewać w chórze bazyliki św. Mikołaja pod przewodnictwem Mikuláša Schneidra-Trnavskiego. Podobnie jak jej siostra, Marta Meierová, uczyła się Wyższej Szkole Sztuk Scenicznych w Bratysławie. Ze względu na konieczność ograniczenia pracowników nie została zatrudniona w Słowackim Teatrze Narodowym (STN), o czym poinformował ją listownie dyrektor teatru Zdeněk Chalabala. Od 1 sierpnia 1953 roku pracowała w teatrze Nowa Scena do końca sezonu 1955/1966. Zaczynała jako chórzystka, potem otrzymała angaż jako solistka i na koniec jako primadonna. Po trzynastu latach, w 1966 roku, w końcu została przyjęta jako solistka w STN w Bratysławie, gdzie pracowała do 1993, a przez następne dwa lata występowała jeszcze gościnnie. Zostawiła po sobie bogate zbiory w radiu – 64 nagrane tytuły i archiwum telewizyjne: 32 przedstawienia, arie i koncerty. W 1981 roku rząd Czechosłowackiej Republiki Socjalistycznej nadał jej honorowy tytuł artysty narodowego.